# Tonga (grupa etniczna)
Tonga – grupa etniczna zamieszkująca Zambię, a także Zimbabwe. Posługują się językiem tonga, z rodziny bantu.
Zdecydowana większość Tonga mieszkają w małych, rozproszonych wioskach, są jednym z głównych plemion Zambii, których bogactwo i władza oparte są na wiejskiej działalności rolniczej. Na początku XXI wieku Tonga stanowili około jednej ósmej populacji Zambii, co czyniło je drugą grupą etniczną pod względem wielkości (po Bemba) w kraju. Uprawiają głównie kukurydzę.